# 가정교사 (1963년 영화)
"가정교사"는 한국에서 제작된 김기덕 감독의 1963년 드라마, 멜로/로맨스 영화이다. 강신성일 등이 주연으로 출연하였고 차태진 등이 제작에 참여하였다.

## 출연

### 주연
- 강신성일
- 엄앵란
- 방성자
- 김승호

## 기타
- 미술: 이봉선